# Marktplatz 9 (Gerolzhofen)

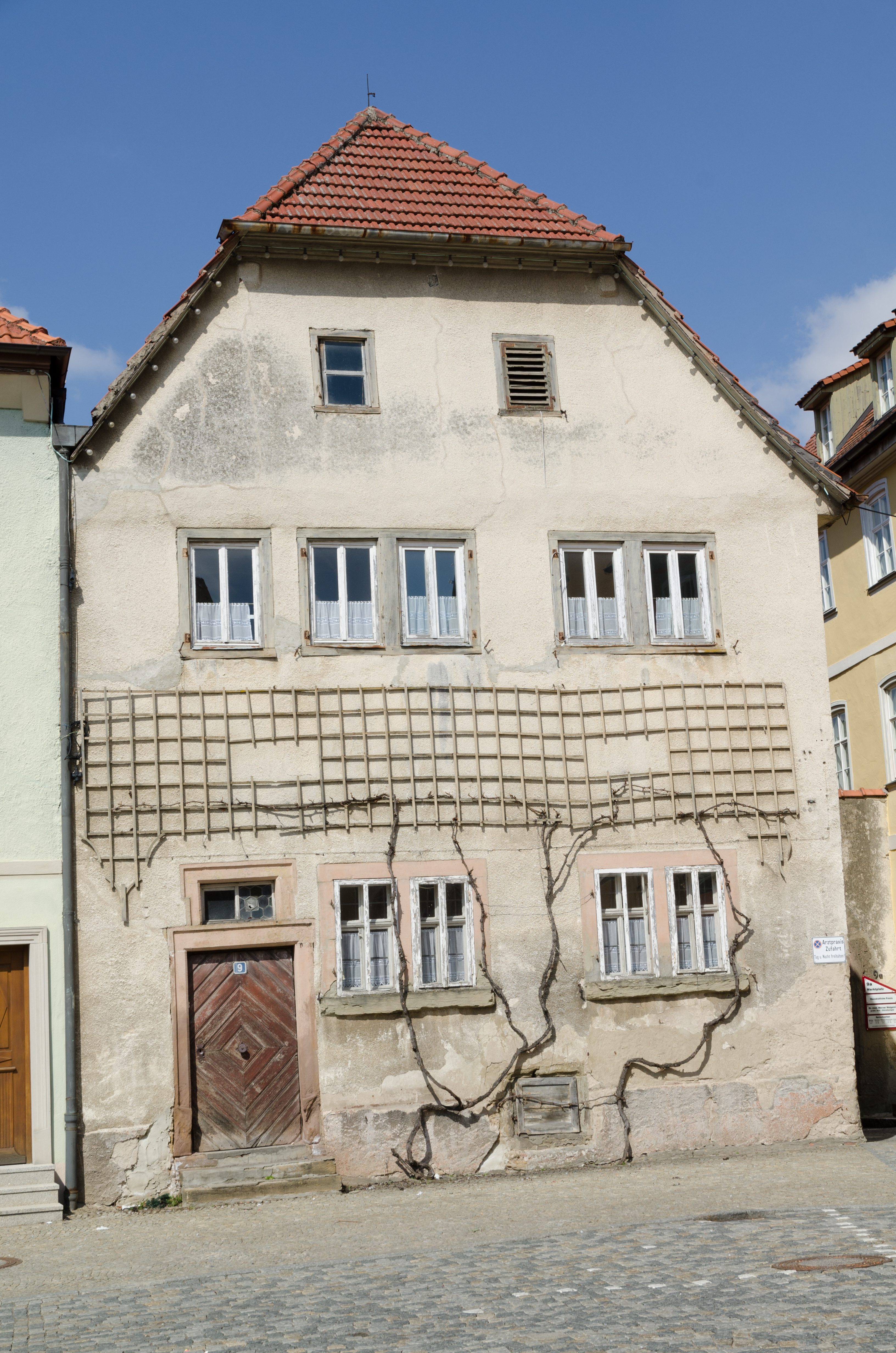
Haus Marktplatz 9 Gerolzhofen (2013)

Das Gebäude Marktplatz 9 in Gerolzhofen, einer Stadt im unterfränkischen Landkreis Schweinfurt in Bayern, wurde im Kern 1490 errichtet. Das Bürgerhaus ist ein geschütztes Baudenkmal.

## Beschreibung
Das Wohnhaus in der Altstadt von Gerolzhofen ist Teil des Ensembles Marktplatz  Gerolzhofen. Der im Kern 1490 errichtete Bau wurde 1616 stark verändert. Das zweigeschossige, giebelständige und verputzte Fachwerkhaus hat ein Halbwalmdach. Im Inneren sind historische Ausstattungen wie Stuckdecken, Wandbrunnennischen, Holzdielenböden und Holzvertäfelungen erhalten.